# Lalage melanoleuca
Lalage melanoleuca là một loài chim trong họ Campephagidae.